# Радехів
Раде́хів — місто в Україні, у Шептицькому районі Львівській області.  Розташоване на рівнинній і легкохвилястій місцевості Надбужанської котловини, над річкою Острівкою — притокою Стиру. Через місто проходить Головний європейський вододіл. 

## Населення

### Чисельність
Населення становить 9 750 мешканців. За статистичними даними, 1880 року в Радехові було 3555 мешканців, а 2001 року — 9 230. У 2024 - 9800 осіб.

### Національний склад
Розподіл населення за національністю за даними перепису 2001 року:
| Національність  | Відсоток |
| --------------- | -------- |
| українці        | 98,94%   |
| росіяни         | 0,73%    |
| білоруси        | 0,11%    |
| інші/не вказали | 0,22%    |

### Мова
Розподіл населення за рідною мовою за даними перепису 2001 року:
| Мова            | Чисельність, осіб | Відсоток |
| --------------- | ----------------- | -------- |
| Українська      | 9 116             | 99,29%   |
| Російська       | 54                | 0,59%    |
| Білоруська      | 5                 | 0,05%    |
| Румунська       | 5                 | 0,05%    |
| Інші/Не вказали | 1                 | 0,02%    |
| Разом           | 9 181             | 100%     |

## Історія міста
Історія міста налічує понад 5 століть. Спочатку Радехів був поселенням, пізніше селом, у XX столітті (до 1939 року) — повітовим містечком, а після окупації територій Західної України і включенням їх у склад УРСР отримало статус міста. Після проголошення незалежності України місто стало адміністративним центром однойменного району. У 2020 році, після зміни адміністративно-територіального устрою, місто втратило статус районного центру.
Згідно з народною етимологією назва «Радехів» пояснюється словосполученням слів «радо ховатися», оскільки людям доводилося часто переховуватися від ворогів у лісах, болотах та очеретах. Проте місцеві краєзнавці стверджують, що назва міста має відантропонімічне походження: «Радех» від «Радослав», «Радолюб» тощо.
Перша письмова згадка про Радехів датована 1472 роком. Територія, на якій постало місто, входила до Белзького князівства, що утворилося близько 1170 року і належало спочатку Володимир-Волинському, а потім Галицько-Волинському.1578 року татари дощенту знищили Радехів, Витків, Полове, Середпільці, про що можна дізнатися із тогочасних податкових книг.
На початку XVIII століття Радехів переходить у володіння графа Міра. У Радехові граф побудував великий палац, що став центром магнатської латифундії. У містечку поступово почала пожвавлюватися торгівля, що перетворило його у місто.
У другій половині XIX століття Радехівська латифундія перейшла до сім'ї графа Бадені, який одружився з дочкою Міра. Бадені вважався сьомим із десяти найбагатших магнатів Галичини та був намісником австрійського цісаря в Галичині. Він перебудував і розширив палац, посадив парк, побудував оранжерею і наказав обгородити свої володіння триметровою кам'яною стіною. На той час діяли в Радехові невеликі промислові і торгові фірми. У 1910 році в Радехові було закінчено будівництво залізниці Львів — Стоянів, яку фінансував Бадені.
За статистичними даними в 1880 році в Радехові мешкало 3555 осіб. Відомо, що 129 осіб служили при громадському дворі.
Наприкінці XIX—початку XX століття у Радехові існував ряд громадських організацій, зокрема товариство «Сільський господар». Протягом 16 років діяло «Грошове товариство друзів шкільної дітвори», метою якого була матеріальна допомога бідним дітям незалежно від їх національності та віросповідання. Також діяло «Братство тверезості».
З другої половини XIX століття діє товариство «Просвіта», яке ставило собі за мету захищати інтереси української мови та культури, займалося підвищенням рівня освіченості місцевого українського населення. Читальню в самому Радехові відкрито в травні 1897 року.
У листопаді 1912 року відбулося урочисте освячення Народного Дому. У наш час цій будівлі знаходиться Радехівська центральна бібліотека при міській раді. У Народному Домі діяли промислова школа, народна школа, товариство «Рідна школа», «Просвіта», «Сільський господар».
Наприкінці 2018 року Радехів став адміністративним центром об'єднаної територіальної громади.

## Економіка міста
На території міста розташовані великі промислові виробники:
- ТзОВ «Радехівський цукор»;
- ПрАТ «Галичина» (молокозавод);
- ТзОВ «Мебель-Сервіс» (меблевий завод).

## Освітні заклади
Дитячі дошкільні навчальні заклади
- ДНЗ № 2
- ДНЗ № 3

Школи
- Радехівський опорний заклад загальної середньої освіти Львівської області
- Радехівська ЗОШ I-III ступенів № 2
- Радехівська середня спеціалізована школа з поглибленим вивченням іноземної мови
- Музична школа імені Ігоря Білозіра
- Радехівська районна школа мистецтв імені Андрея Шептицького
- Кахетична школа Покрови Пресвятої Богородиці Парафії св.Миколая
- Радехівська дитячо-юнацька спортивна школа імені Андрія Наконечного

## Транспорт
Через Радехів проходить автошлях національного значення Н17 (Львів — Радехів — Луцьк) та автошлях територіального значення Т 1410 (Шептицький — Радехів).
В місті діє залізнична станція Радехів, яка має сполучення зі Львовом і Луцьком.

## Пам'ятники

Фігура Ісуса Христа

У місті є пам'ятник Тарасу Шевченку. У 2008 році відбулося урочисте відкриття та посвята фігури Ісуса Христа. Також у центрі біля Ринкової площі стоїть фігура ангела з мечем, який береже спокій міста.

## Пам'ятки архітектури
- Храм Святого Миколая (1918 рік)

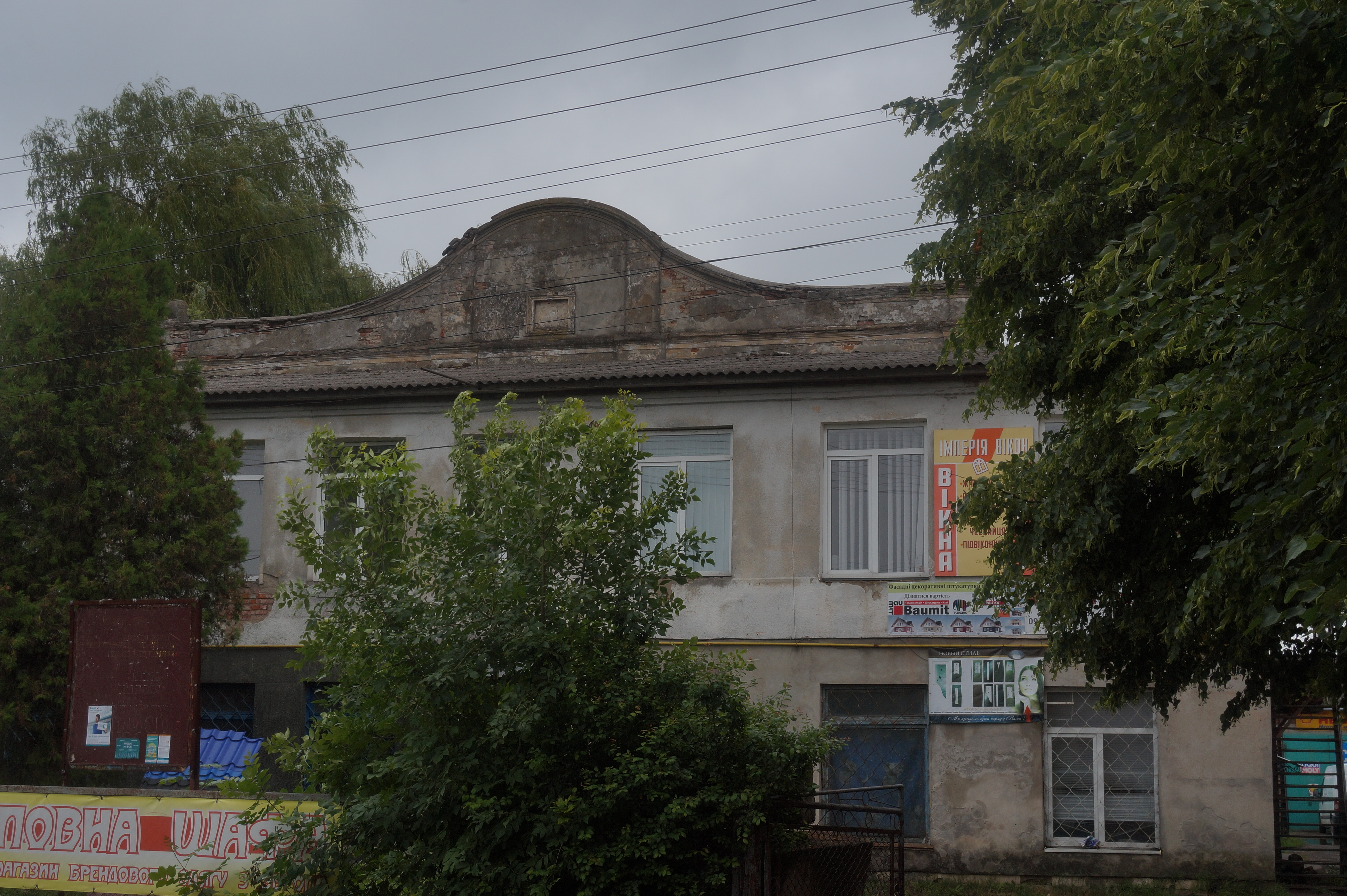
Колишня синагога

- Храм Святого Миколая (Новий) (1998 рік)
- Будівля міської ради (1910 рік)
- Будівля старого народного дому (1912 рік)
- Будівля школи мистецтв (1910 рік)
- Ринкова площа (XIX століття)
- Залишки мурів палацу (XIX століття)
- Залишки паркової оранжереї (XIX століття)
- Будівля колишнього повітового староства (нині — СЗШ № 1)
- Будівля дитячої лікарні (XX століття)
- Синагога (XVII століття)
- Підвали графа Бадені
- Історична частина вулиці Лесі Українки
- Історико-меморіальний комплекс «Старий цвинтар», розташований за будівлею поліклініки.

## Вихідці з Радехівщини
На Радехівщині народилося багато відомих українських діячів:
- Балей Вірко Петрович — відомий в Сполучених Штатах Америки композитор, піаніст, музичний критик, дослідник української музичної культури.
- Ігор Білозір — український композитор та автор популярних пісень шлягерів: «Пшеничне перевесло», «Світлиця», «Від Бога», «Перший сніг», «Весільний марш», «Не сип, мила, скла». Лідер ВІА «Ватра».
- Ганіткевич Ярослав Володимирович (1929) — український фізіолог, історик медицини, доктор медичних наук.
- Жуковець Юрій Володимирович — капітан Збройних сил України, учасник російсько-української війни, Герой України (2024).
- Всеволод Іськів — історик, український громадсько-політичний діяч. Фундатор Товариства української мови імені Т. Г. Шевченка та Народного Руху України (1989).
- Макітра Григорій Тадейович (1891—1942) — український педагог, хорунжий УГА.
- Махачек Олександр Ярославович (1972-2022) — полковник Збройних сил України, учасник російсько-української війни. Герой України.
- Микитин Теодор Дмитрович — сучасний український письменник. Нині відомий автор історичних повістей «Під мурами міста», «Полки йдуть на Галич», «Над Кодаток», «Данило Нечай».
- Середа Ярослав Іванович — відомий спеціаліст у галузі нафтохімії, член кореспондент Академії Наук України.
- Осип Турянський — український письменник і літературний критик, поліглот, вчитель середніх шкіл Галичини.

## Відомі особистості, що були в Радехові
Лук'яненко Левко Григорович — український політичний та громадський діяч, радянський дисидент та співзасновник Українська Гельсінська Група був штатним пропагандистом райкому партії у Радехівському районі із вересня 1958 році до 1961 року. Протягом свого перебування у місті він постійно займався поїздкою селами району та бачив стан справ там. У ході цього Лук'яненко зі Степаном Віруном і Василем Луцьківим вирішили створити підпільну партію Українська робітничо-селянська спілка. У Радехові похований польський громадський діяч, політик, граф Станіслав Бадені.

## Галерея

Школа мистецтв ім. Андрея Шептицького
Панорама старих єврейських будинків (тепер — вул. Лесі Українки)
Будівля колишнього повітового староства (нині — СЗШ № 1)
Панорама історичних будівель на вул. Львівська
Будівля Радехівського ВП УНПУ у Львівській області
Дитяча лікарня
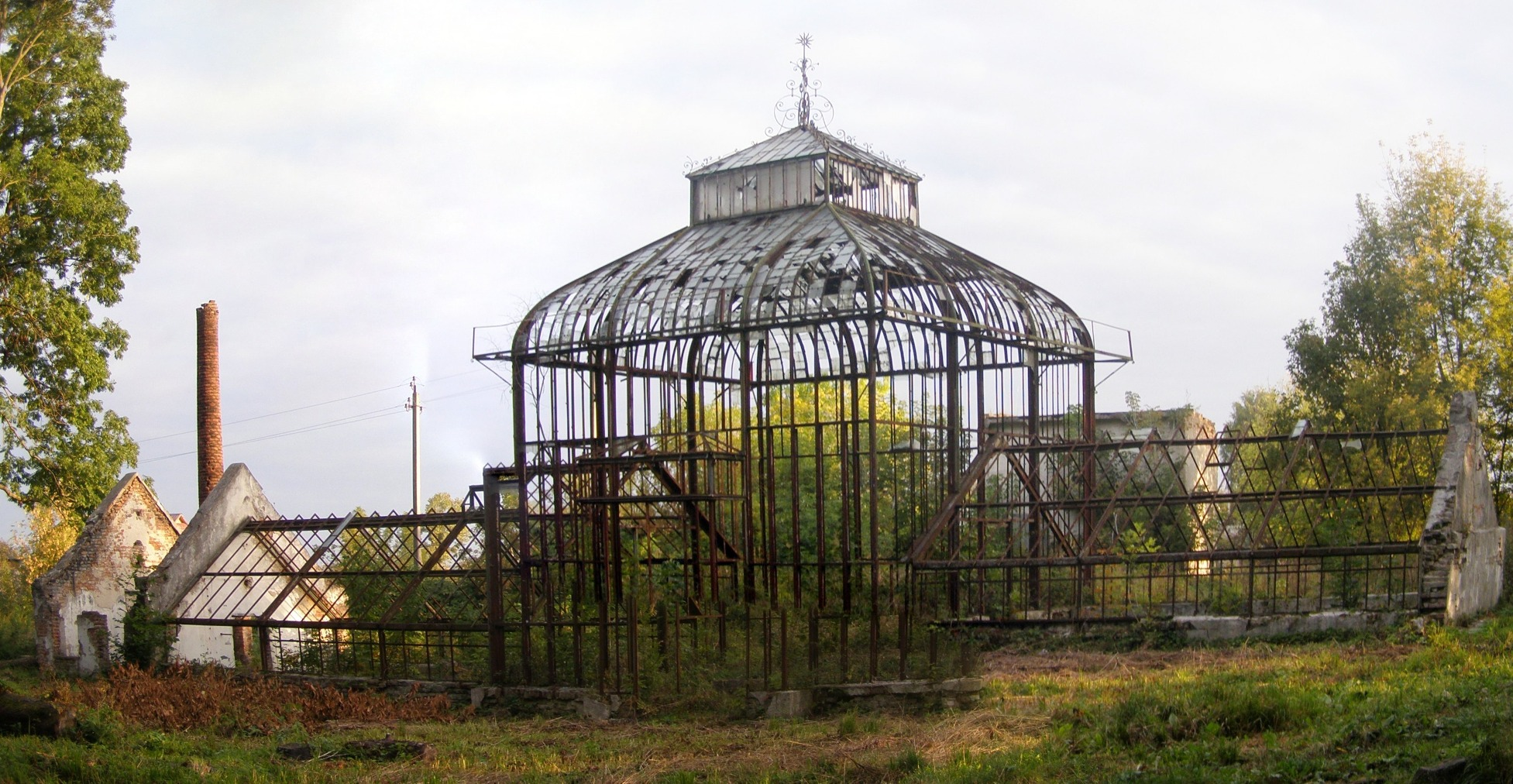
Оранжерея
Радехівська центральна бібліотека при міській раді (колишня будівля Народного Дому)
Пам'ятник Шевченку
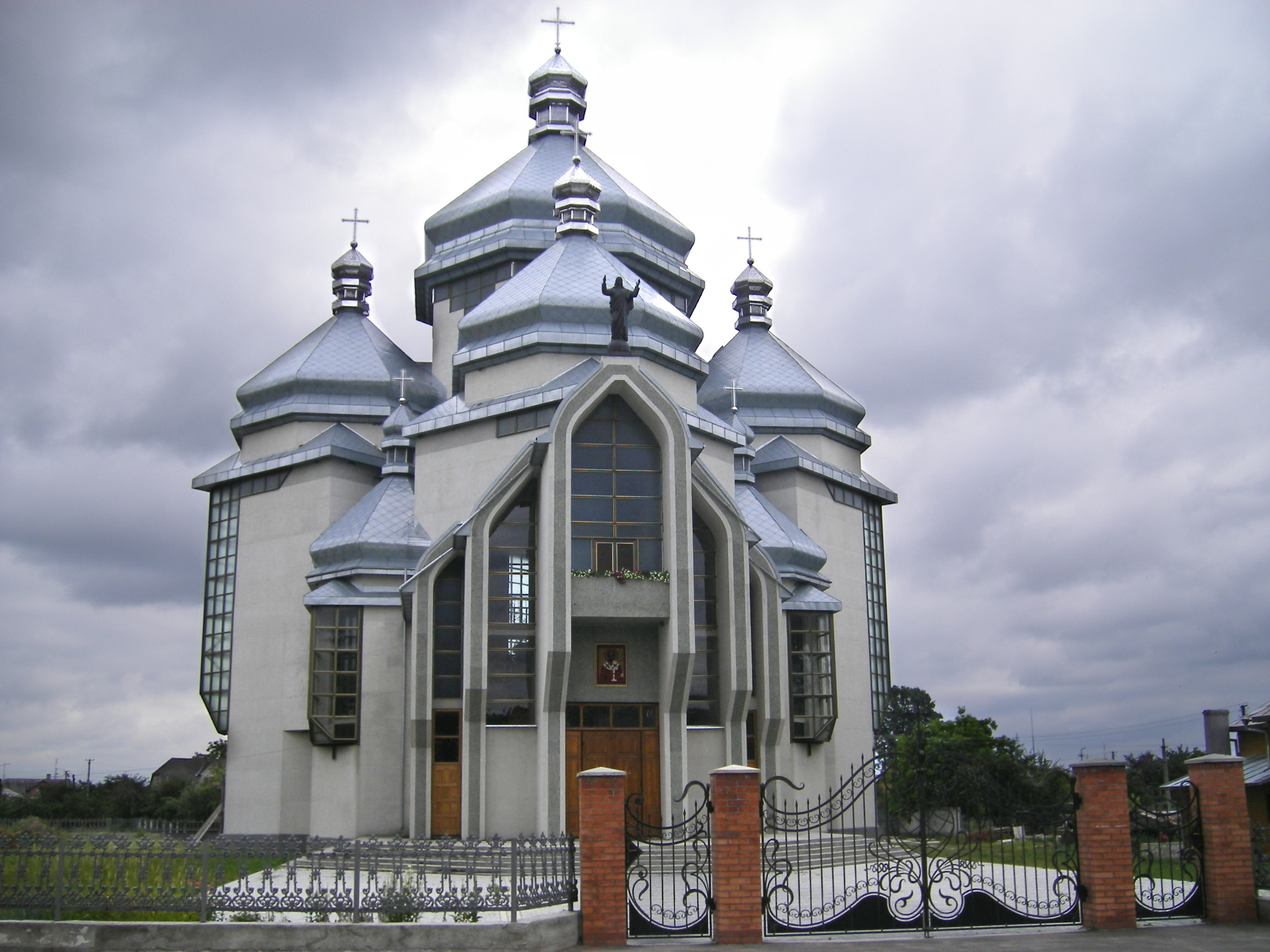
Храм Святого Миколая
Храм Святого Миколая (Старий)
Будівля міської ради
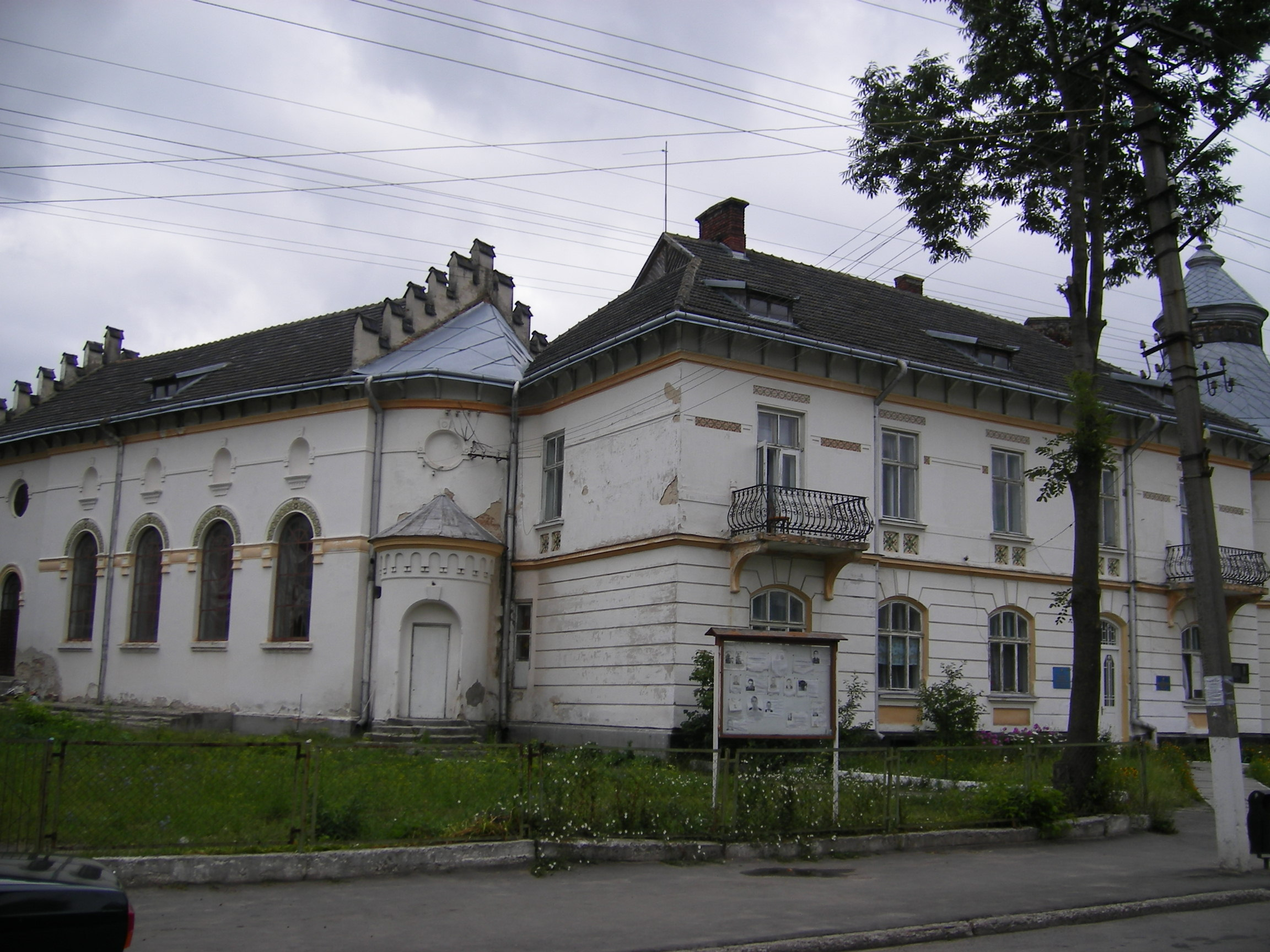
Народний дім
Будинки на колишній Ринковій площі